# مقبرة 57
مقبرة 57 وتعرف عالميا باسم KV57، وتقع في الوادي الشرقي بوادي الملوك بمصر وتخص الفرعون حورمحب آخر ملوك الأسرة الثامنة عشر.
تمكن إدوارد راسل آيرتون من تحديد مكان المقبرة في فبراير من عام 1908 عندما كان يعمل في الوادي بمطلق حق التنقيب والحفر الممنوح من الحكومة المصرية لثيودور ديفيز في ذلك الوقت حيث عثر على المقبرة في حالة سيئة نتيجة ما أصابها من مياه الفيضانات الموسمية لموقع المقبرة في أرضية الوادي، وتختلف المقبرة من ناحية تصميمها الداخلي عن باقي مقابر ملوك الأسرة الثامنة عشر، حيث كانت أولى المقابر التي يتم تصميمها بأسلوب المحور المستقيم والذي أصبح متبعا فيما بعد، كما اختلف اسلوب النقش على الجدران عن باقي المقابر السابقة حيث عثر على نقوش بالحفر الغائر لأول مرة في مقابر الأسرة الثامنة عشر بدلا من الرسم المباشر على الجدران كما عثر على مشاهد كاملة من كتاب الأبواب لأول مرة في المقابر الملكية بوادي الملوك.
كما عثر بداخل المقبرة على التابوت الحجري الخاص بالملك وبداخلها على عظام لإناس مختلفة دفنوا بالمقبرة وإن لم يتم العثور على بقايا لجثة حورمحب داخل التابوت.

## المطبوعات
- Davis, Theodore M. The Tombs of Harmhabi and Touatânkhamanou. London: Duckworth Publishing, 2001. ISBN 0-7156-3072-5
- Reeves, N & Wilkinson, R.H. The Complete Valley of the Kings, 1996, Thames and Hudson, London.
- Siliotti, A. Guide to the Valley of the Kings and to the Theban Necropolises and Temples, 1996, A.A. Gaddis, Cairo.

## وصلات خارجية
- مشروع تخطيط طيبة: مقبرة 57 - يضم وصفا وصورا وخرائط للمقبرة.